# Tomas Antonelius
Tomas Antonelius est un footballeur suédois né le 7 mai 1973 à Stockholm. Il évoluait au poste de défenseur.

## Biographie
Il a participé à l'Euro 2000 et à la Coupe du monde 2002 avec l'équipe de Suède.

## Palmarès
- Champion de Suède en 1998 avec l'AIK Solna
- Vainqueur de la Coupe de Suède en 1999 avec l'AIK Solna
- Champion du Danemark en 2003 et 2004 avec le FC Copenhague
- Vainqueur de la Coupe du Danemark avec le FC Copenhague